# Athletic 220 FC
Athletic 220 Football Club – rozwiązany mongolski klub piłkarski, który swoje mecze rozgrywał na MFF Football Centre w Ułan Bator. Przestał istnieć w 2022 roku.

## Sukcesy
- Mistrzostwo Mongolii - 2 razy (2020, 2021)
- Puchar Mongolii - 2018[3]

## Występy Międzynarodowe
- Puchar AFC w piłce nożnej: 1 występ

AFC Cup 20/21: Faza grupowa